# Evgenija Kozyreva
Evgenija Kozyreva (Smolensk, 20 ottobre 1920 – Mosca, 6 dicembre 1992) è stata un'attrice sovietica.

## Filmografia parziale

### Attrice
- Omicidio in Via Dante (1956)
- Nepovtorimaja vesna (1957)
- Posol Sovetskogo Sojuza (1969)

## Premi
- Artista popolare della RSFSR
- Ordine della Guerra patriottica
- Medaglia per merito in battaglia